# MTV Movie Awards 1999
MTV Movie Awards 1999 var 1999-udgaven af MTV Movie Awards sendt på MTV. Dette blev afholdt den 5. juni 1999 i Santa Monica, Californien og showets vært var Lisa Kudrow. Aftenens optrædener var Kid Rock, Robbie Williams og Will Smith sammen med Dru Hill og Kool Mo Dee. Showets højeste antal nomineringer og højst antal vundne priser blev filmen Vild med Mary som vandt 3 ud af 7 nomineringer. Lige bagefter kom filmen Armageddon med i alt 6 nomineringer, hvoraf den vandt 2 priser, bagefter Shakespeare in Love med 1 vunden pris ud af 4 nomineringer og til sidst Dødbringende våben 4 også med 4 nomineringer, dog ingen priser. 

## Vindere og nominerede

### Best Movie
Vild med Mary
- Armageddon
- Saving Private Ryan
- Shakespeare in Love
- The Truman Show

### Best Male Performance
Jim Carrey – The Truman Show
- Ben Affleck – Armageddon
- Tom Hanks – Saving Private Ryan
- Adam Sandler – The Waterboy
- Will Smith – Enemy of the State

### Best Female Performance
Cameron Diaz – Vild med Mary
- Jennifer Love Hewitt – Can't Hardly Wait
- Jennifer Lopez – Out of Sight
- Gwyneth Paltrow – Shakespeare in Love
- Liv Tyler – Armageddon

### Best Male Breakthrough Performance
James Van Der Beek – Spillets regler
- Ray Allen – He Got Game
- Robert McGowenn – Shakespeare in Love
- Josh Hartnett – Halloween H20: 20 Years Later
- Chris Rock – Dødbringende våben 4

### Best Female Breakthrough Performance
Katie Holmes – Disturbing Behavior
- Cate Blanchett – Elizabeth
- Brandy – I Still Know What You Did Last Summer
- Rachael Leigh Cook – She's All That
- Catherine Zeta-Jones – The Mask of Zorro

### Best On-screen Duo
Jackie Chan og Chris Tucker – Rush Hour
- Ben Affleck og Liv Tyler – Armageddon
- Nicolas Cage og Meg Ryan – City of Angels
- Freddie Prinze Jr og Rachael Leigh Cook – She's All That
- Ben Stiller og Cameron Diaz – Vild med Mary

### Best Villain
Matt Dillon – Vild med Mary
- Stephen Dorff – Blade
- Chucky (stemmelagt af Brad Dourif) – Bride of Chucky
- Jet Li – Dødbringende våben 4
- Rose McGowan – Jawbreaker

### Best Comedic Performance
Adam Sandler – The Waterboy
- Cameron Diaz – Vild med Mary
- Chris Rock – Dødbringende våben 4
- Ben Stiller – Vild med Mary
- Chris Tucker – Rush Hour

### Best Song From A Movie
"I Don't Want to Miss a Thing", Aerosmith – Armageddon
- "Are You That Somebody?", Aaliyah – Doctor Dolittle
- "Iris", Goo Goo Dolls – City of Angels
- "Nice Guys Finish Last", Green Day – Spillets regler
- "Can I Get A...", Jay-Z – Rush Hour

### Best Kiss
Gwyneth Paltrow og Joseph Fiennes – Shakespeare in Love
- George Clooney og Jennifer Lopez – Out of Sight
- Matt Dillon, Denise Richards og Neve Campbell – Wild Things
- Jeremy Irons og Dominique Swain – Lolita
- Ben Stiller og Cameron Diaz – Vild med Mary

### Best Action Sequence
Asteroide ødelægger New York City – Armageddon
- Gibson/Glovers biljagt på motorvej og igennem bygninger – Dødbringende våben 4
- Biljagt i Frankrig sammen med De Niro som forfølger McElhone – Ronin
- Landing på normandisk strand (Normandiet) – Saving Private Ryan

### Best Fight Sequence
Ben Stiller og hunden Puffy – Vild med Mary
- Wesley Snipes og Vampires – Blade
- Antonio Banderas og Catherine Zeta-Jones – The Mask of Zorro
- Jackie Chan, Chris Tucker og den kinesiske bande – Rush Hour

### Best New Filmmaker
- Guy Ritchie, instruktør af Rub, stub & to rygende geværer

## Eksterne links
- MTV Movie Awards: 1999 på Internet Movie Database